# Алекс Польсен
Алекс Польсен (англ. Alex Paulsen, нар. 4 липня 2002, Окленд) — новозеландський футболіст, воротар клубу «Окленд», в якому грає в оренді з англійського клубу «Борнмут», та національної збірної Нової Зеландії. Виступав також за низку новозеландських клубів.

## Клубна кар'єра
Алекс Польсен народився 2002 року в Окленді, та є вихованцем футбольної школи клубу «Веллінгтон Фенікс». У 2018 році Польсен на правах оренди перейшов до команди «Веллінгтон Юнайтед», а в 2019—2021 роках грав у оренді в клубі «Ловер-Гатт Сіті».
У 2021 році Польсен повернувся до клубу «Веллінгтон Фенікс», спочатку грав у складі резервної команди клубу, а пізніше став грати в основній команді клубу в австралійській A-Лізі.
У 2024 році Польсен перейшов до англійського клубу «Борнмут», з якого новозеландця віддали в оренду на батьківщину до новозеландського клубу A-Ліги «Окленд».

## Виступи за збірні
У 2018 році Алекс Польсен дебютував у складі юнацької збірної Нової Зеландії, загалом на юнацькому рівні взяв участь у 8 іграх, пропустивши 9 голів.
Протягом 2019—2023 років Польсен грав у складі молодіжної збірної Нової Зеландії. На молодіжному рівні зіграв у 4 офіційних матчах, пропустив 3 голи.
У 2029—2024 роках футболіст грав у складі олімпійської збірної Нової Зеландії. У складі збірної — учасник футбольного турніру на Олімпійських іграх 2020 року у Токіо, футбольного турніру на Олімпійських іграх 2024 року у Парижі. Загалом у складі олімпійської команди провів 3 матчі, пропустив 8 голів.
У 2024 році Алекс Польсен дебютував у складі національної збірної Нової Зеландії. У складі збірної був учасником кубка націй ОФК 2024 року у Фіджі і Вануату.

## Титули і досягнення
- Володар Кубка націй ОФК (1):

Нова Зеландія 2024